# Cortona minuta
Cortona minuta är en insektsart som beskrevs av Paul W. Oman 1938. Cortona minuta ingår i släktet Cortona och familjen dvärgstritar. Inga underarter finns listade i Catalogue of Life.